# يورك رافاييل
يورك رافاييل (بالسويدية: York Rafael) هو لاعب كرة قدم سويدي في مركز الوسط، ولد في 17 مارس 1999 في يفله في السويد. لعب مع نادي بوخوم.

## وصلات خارجية
- يورك رافاييل على موقع اتحاد السويد (السويدية)
- يورك رافاييل على موقع قاعدة بيانات كرة القدم.إي يو (الإنجليزية)
- يورك رافاييل على موقع ناشيونال فوتبول تيمز (الإنجليزية)
- يورك رافاييل على موقع Soccerway.com (الإنجليزية)